# Carné
Carné, född 20 februari 1948, död okänt datum, var en svensk varmblodig travare, mest känd för att ha segrat i 1954 års upplaga av Elitloppet.

## Bakgrund
Carné var en brun hingst efter Bulwark och under Etta June (efter Peter June). Han föddes upp av Nils Bengtsson i Malmö. Han tränades och kördes av Olle Persson.

## Karriär
Carné sprang totalt in 160 300 kronor på 76 starter, varav 22 segrar, 14 andraplatser och 9 tredjeplatser. Han tog karriärens största seger i Elitloppet (1954).
Efter tävlingskarriären var han verksam som avelshingst, och fick totalt 221 färdigregistrerade svenska avkommor. Han sista avkommor föddes 1973.